# Asriel
Asriel (sprich „Asriël“, englische Schreibung meist Azriel) ist ein hebräischer Name mit der Bedeutung „meine Hilfe ist Gott“ oder „mit Freude erfüllt hat Gott“, der im Alten Testament mehrfach vorkommt. So ist ein Asriel aus dem Geschlecht des Manasse der Stammvater der Asrieliter. 
Asriel wird heute sowohl als Vor- wie auch als Nachname verwendet. 

## Namensträger
- Ezriel Carlebach (Azriel Carlebach, eigentlich Esriel Gotthelf Carlebach; 1908–1956), israelischer Journalist deutscher Herkunft
- Esriel Hildesheimer (auch: Azriel Hildesheimer oder Israel Hildesheimer; 1820–1899), deutscher Rabbiner
- Azriel Levy (* 1934), israelischer mathematischer Logiker
- Azriel von Gerona, (1160–1238), war ein Rabbiner und einer der wichtigsten Kabbalisten der katalanischen Stadt Girona